# Tyltylschool
Een tyltylschool is een school die onderwijs biedt aan kinderen met een meervoudige handicap, dus aan kinderen die zowel lichamelijke als een verstandelijke beperking hebben. Naast de tyltylschool bestaat er ook een mytylschool. De namen Mytyl en Tyltyl zijn ontleend aan het sprookje De blauwe vogel van Maurice Maeterlinck en zijn soortnamen geworden voor lichamelijk en meervoudig gehandicapte leerlingen.
Op een tyltylschool wordt vooral veel aandacht besteed aan het ontwikkelen van de zelfstandigheid van de leerling. Men leert zelfstandig wassen, koken, schoonmaken, en techniek, zoals bandenplakken. Daarnaast leert men zo mogelijk een aantal schoolvakken als lezen, rekenen en schrijven. Daarbij wordt gekeken naar de individuele mogelijkheden van de leerling.
De leerlingen worden hierdoor optimaal voorbereid op werken in een dagopvang en leven in een instelling voor meervoudig beperkten. Afhankelijk van de individuele capaciteiten worden de leerlingen voorbereid op een vervolgopleiding, regulier werk en zelfstandig wonen.
Net als op een mytylschool worden op een tyltylschool sommige therapieën aangeboden tijdens de lessen, zodat de leerlingen daarvoor na schooltijd niet hoeven te reizen.